# دون غيلين
دون غيلين هو لاعب هوكي الجليد كندي، ولد في 24 ديسمبر 1960 في دودسلاند في كندا.

## وصلات خارجية
- دون غيلين على موقع دوري الهوكي الوطني (الإنجليزية)
- دون غيلين على موقع قاعة مشاهير الهوكي (لاعب أن.إتش.أل) (الإنجليزية)
- دون غيلين على موقع EliteProspects.com (الإنجليزية)
- دون غيلين على موقع HockeyDB.com (الإنجليزية)
- دون غيلين على موقع Hockey-Reference.com (الإنجليزية)